# Knutsgöl (Vissefjärda socken, Småland)
Knutsgöl är en sjö i Emmaboda kommun i Småland och ingår i Hagbyån-Bruatorpsåns kustområde.